# Sepaicutea fisheri
Sepaicutea fisheri is een keversoort uit de familie boktorren (Cerambycidae). De wetenschappelijke naam van de soort is voor het eerst geldig gepubliceerd in 1972 door Lane.